# 제30기갑여단
제30기갑여단(第三十機甲旅團, 30th Armored Brigade, 상징명칭: 필승부대)은 대한민국 육군 제1군단의 기갑여단이다. 국방개혁 2020에 따라 제30기계화보병사단을 해체, 여단으로 감축·개편 후 2020년 12월 1일에 재창설되었다.

## 여단가
제 30 기갑여단가는 전신인 제 30 기계화보병사단 부대가의 3절을 그대로 가져오되 일부 가사를 수정하여 사용하고 있다.(수정 전 : 한강 물결 굽이치는/수정 후 : 필승 기백 이어받은)
```
필승 기백 이어받은 역사의 터전 위에

전선을 주름잡는 폭풍의 철갑 부대.

선봉의 필승 투혼. 펼치자! 만주 벌판!

배달 민족 맹렬 위용 세계에 떨치리라!

필승 용사 가는 곳엔 승리 뿐이다!

아! 그 이름도 찬란한 무적의 30 여단!

```